# Kommunalvalget i Vesthimmerlands Kommune 2021
Kommunalvalget i Vesthimmerlands Kommune 2021 blev afholdt som del af kommunal- og regionsrådsvalg 2021 i Danmark, tirsdag den 16. november 2021. Der blev valgt 27 medlemmer til kommunalbestyrelsen, og hvor det krævede 14 mandater for at danne et flertal. Siddende borgmester var Per Bach Laursen fra Venstre, havde haft posten de seneste fire år. Viceborgmesterne frem til valget var Theresa Berg Andersen fra Socialistisk Folkeparti og Signe Nøhr fra Det Konservative Folkeparti.
Siden Kommunalreformen i 2007 har de to borgerlige partier Venstre og Det Konservative Folkeparti, haft borgmesterposten i kommunen. VesthimmerlandsListen var den eneste lokalliste repræsenteret ved valget, mens partierne Liberal Alliance og Alternativet ikke havde opstillet nogle kandidater i kommunen. Niels M. Christensen fra Fremskridtspartiet var den eneste opstillede kandidat fra partiet i Danmark.
Per Bach Laursen opnåede genvalg som borgmester, med flest personlige stemmer, Venstre som det største parti i kommunen bred og dannede en bred konstitueringsaftale med alle indvalgte partier i Byrådet. Viceborgmesterposterne blev byttet om mellem Signe Nøhr og Theresa Berg Andersen.

## Valgforbund
I alt stillede 77 kandidater op fordelt på 11 partier og lokallister. Der var anmeldt følgende valgforbund:
| Valgforbund                 | Partier                 |
| --------------------------- | ----------------------- |
| Valgforbund 1               |                         |
| Det Konservative Folkeparti |                         |
| Venstre                     |                         |
| Dansk Folkeparti            |                         |
| VesthimmerlandsListen       |                         |
| Nye Borgerlige              |                         |
| Kristendemokraterne         |                         |
| Valgforbund 2               | Socialdemokraterne      |
| Valgforbund 2               | Socialistisk Folkeparti |
| Valgforbund 3               | Radikale Venstre        |
| Valgforbund 3               | Enhedslisten            |

## Partier og spidskandidater
| Liste | Parti                       | Spidskandidat          | Mandater | +/-   |
| ----- | --------------------------- | ---------------------- | -------- | ----- |
| A     | Socialdemokratiet           | Asger Andersen         | 5        | 17,9% |
| B     | Radikale Venstre            | Gitte Lopdrup          | 0        | 2%    |
| C     | Det Konservative Folkeparti | Signe Nøhr             | 7        | 23,9% |
| D     | Nye Borgerlige              | Lars Rem               | 1        | 3,4%  |
| F     | Socialistisk Folkeparti     | Theresa Berg Andersen  | 3        | 11,9% |
| K     | Kristendemokraterne         | Anne-Marie Jørgensen   | 0        | 0,5%  |
| L     | VestHimmerlandsListen       | Kirsten Moesgaard      | 1        | 3,4%  |
| O     | Dansk Folkeparti            | Liselotte Lynge Jensen | 1        | 3,4%  |
| V     | Venstre                     | Per Bach Laursen       | 9        | 31,8% |
| Ø     | Enhedslisten                | Annemette Bach         | 0        | 1,3%  |
| Z     | Fremskridtspartiet          | Niels M. Christensen   | 0        | 0,5%  |

## Valgte medlemmer af byrådet
| Mandatnr. | Navn                     | Parti                       |
| --------- | ------------------------ | --------------------------- |
| 1         | Per Bach Laursen         | Venstre                     |
| 2         | Signe Nøhr               | Det Konservative Folkeparti |
| 3         | Asger Andersen           | Socialdemokratiet           |
| 4         | Per Deichmann Bisgaard   | Venstre                     |
| 5         | Per Nyborg               | Det Konservative Folkeparti |
| 6         | Theresa Berg Andersen    | Socialistisk Folkeparti     |
| 7         | Inger Nielsen            | Venstre                     |
| 8         | Jeppe Korreborg Pedersen | Det Konservative Folkeparti |
| 9         | Doris Lauritzen          | Socialdemokratiet           |
| 10        | Lars Andresen            | Venstre                     |
| 11        | Jimmy Støttrup Jensen    | Venstre                     |
| 12        | Anders Kjær Kristensen   | Socialdemokratiet           |
| 13        | Svend Jørgensen          | Det Konservative Folkeparti |
| 14        | Kurt Friis               | Venstre                     |
| 15        | Allan Ritter             | Det Konservative Folkeparti |
| 16        | Karen Clausager          | Socialistisk Folkeparti     |
| 17        | Jakob Vium Dyrman        | Venstre                     |
| 18        | Niels Krebs              | Det Konservative Folkeparti |
| 19        | Rasmus Vetter            | Socialdemokratiet           |
| 20        | Benny Hansen             | Venstre                     |
| 21        | Morten Mejdahl           | Venstre                     |
| 22        | Jan Bonnerup             | Socialistisk Folkeparti     |
| 23        | Liselotte Lynge Jensen   | Dansk Folkeparti            |
| 24        | Henrik Dalgaard          | Det Konservative Folkeparti |
| 25        | Erik Stagsted            | Socialdemokratiet           |
| 26        | Kirsten Moesgaard        | VesthimmerlandsListen       |
| 27        | Lars Rem                 | Nye Borgerlige              |

## Personlige stemmer
Flest personlige stemmer pr. kandidat.
| Nr. | Navn                     | Parti                       | Stemmer |
| --- | ------------------------ | --------------------------- | ------- |
| 1   | Per Bach Laursen         | Venstre                     | 2.965   |
| 2   | Theresa Berg Andersen    | Socialistisk Folkeparti     | 1.861   |
| 3   | Signe Nøhr               | Det Konservative Folkeparti | 1.430   |
| 4   | Asger Andersen           | Socialdemokratiet           | 765     |
| 5   | Per Nyborg               | Det Konservative Folkeparti | 600     |
| 6   | Jeppe Korreborg Pedersen | Det Konservative Folkeparti | 568     |
| 7   | Svend Jørgensen          | Det Konservative Folkeparti | 448     |
| 8   | Per Deichmann Bisgaard   | Venstre                     | 435     |
| 9   | Liselotte Lynge Jensen   | Dansk Folkeparti            | 386     |
| 10  | Inger Nielsen            | Venstre                     | 328     |